# Гадяцький район
Га́дяцький райо́н — нині неіснуюча адміністративно-територіальна одиниця у Полтавській області України з адміністративним центром у місті Гадяч (як місто обласного підпорядкування, до складу району не входить).

## Географія
Район був розташований у межах Полтавської рівнини Дніпровсько-Донецької впадини. Районний центр: Гадяч. На заході межував з Лохвицьким, на півдні з Миргородським, на сході з Зіньківським районами Полтавської області, на півночі з Липоводолинським районом Сумської області.
Територія району становить 159,5 тис. га.
Район перетинає річка Псел зі своїми правими притоками Хоролом i Грунню, а також Лютенька, Борозна та інші.
Клімат району різко континентальний, середня кількість опадів 500 міліметрів. Середня температура +6,5 °C, абсолютна температура холоду −34 °C, тепла +37 °C.
З корисних копалин район був багатий на нафту і природний газ, є поклади будівельних матеріалів.

## Адміністративний поділ
До складу району входять одна міська і 27 сільських рад, яким підпорядковано 94 населених пунктів. Адміністративний центр — місто Гадяч, яке розташоване за 116 км від обласного центру.

## Влада
- Гадяцька районна рада

## Економіка
Економіка району більше аграрного напрямку. У структурі промислового виробництва провідна роль належить харчовій промисловості.
У районі — 117300 га сільськогосподарських угідь, у тому числі 93700 га ріллі. Ліси займають 26,1 тис. га, водні ресурси 576 га.

## Транспорт
Загальна довжина доріг з твердим покриттям — 510 км, в тому числі 69,3 км магістралі. На території району є дві залізничні станції: Гадяч і Венеславівка. Через місто проходять траса Т 1705 Київ—Харків—Бєлгород.

## Населення
1990 року у районі мешкало 74 тисячі осіб, у тому числі у Гадячі 24,5 тис. осіб.
Розподіл населення за віком та статтю (2001):
| Стать | Всього | До 15 років | 15-24 | 25-44 | 45-64 | 65-85 | Понад 85 |
| --- | ------ | ----------- | ----- | ----- | ----- | ----- | -------- |
| Чоловіки | 28 999 | 5204        | 3949  | 8654  | 7271  | 3758  | 163      |
| Жінки | 34 675 | 4949        | 3764  | 8597  | 8561  | 7809  | 995      |
| \| Статево-вікова піраміда \| Статево-вікова піраміда \| Статево-вікова піраміда \| \| ----------------------- \| ----------------------- \| ----------------------- \| \| Чоловіки \| Вік \| Жінки \| \| 163 \| 85 + \| 995 \| \| 304 \| 80-84 \| 1107 \| \| 856 \| 75-79 \| 2340 \| \| 1284 \| 70-74 \| 2493 \| \| 1314 \| 65-69 \| 1869 \| \| 2248 \| 60-64 \| 2871 \| \| 1159 \| 55-59 \| 1537 \| \| 1891 \| 50-54 \| 2072 \| \| 1973 \| 45-49 \| 2081 \| \| 2382 \| 40-44 \| 2431 \| \| 2204 \| 35-39 \| 2200 \| \| 2020 \| 30-34 \| 1944 \| \| 2048 \| 25-29 \| 2022 \| \| 1951 \| 20-24 \| 1978 \| \| 1998 \| 15-20 \| 1786 \| \| 2132 \| 10-14 \| 2126 \| \| 1756 \| 5-9 \| 1595 \| \| 1316 \| 0-4 \| 1228 \| |        |             |       |       |       |       |          |
| Статево-вікова піраміда |        |             |       |       |       |       |          |
| Чоловіки | Вік    | Жінки       |       |       |       |       |          |
| 163 | 85 +   | 995         |       |       |       |       |          |
| 304 | 80-84  | 1107        |       |       |       |       |          |
| 856 | 75-79  | 2340        |       |       |       |       |          |
| 1284 | 70-74  | 2493        |       |       |       |       |          |
| 1314 | 65-69  | 1869        |       |       |       |       |          |
| 2248 | 60-64  | 2871        |       |       |       |       |          |
| 1159 | 55-59  | 1537        |       |       |       |       |          |
| 1891 | 50-54  | 2072        |       |       |       |       |          |
| 1973 | 45-49  | 2081        |       |       |       |       |          |
| 2382 | 40-44  | 2431        |       |       |       |       |          |
| 2204 | 35-39  | 2200        |       |       |       |       |          |
| 2020 | 30-34  | 1944        |       |       |       |       |          |
| 2048 | 25-29  | 2022        |       |       |       |       |          |
| 1951 | 20-24  | 1978        |       |       |       |       |          |
| 1998 | 15-20  | 1786        |       |       |       |       |          |
| 2132 | 10-14  | 2126        |       |       |       |       |          |
| 1756 | 5-9    | 1595        |       |       |       |       |          |
| 1316 | 0-4    | 1228        |       |       |       |       |          |

Національний склад населення за даними перепису 2001 року:
| Національність | Кількість осіб | Відсоток |
| -------------- | -------------- | -------- |
| українці       | 61346          | 96,34 %  |
| росіяни        | 1829           | 2,87 %   |
| білоруси       | 162            | 0,25 %   |
| молдовани      | 88             | 0,14 %   |
| вірмени        | 67             | 0,11 %   |
| інші           | 187            | 0,29 %   |

Мовний склад населення за даними перепису 2001 року:
| Мова       | Кількість осіб | Відсоток |
| ---------- | -------------- | -------- |
| українська | 61681          | 96,86 %  |
| російська  | 1748           | 2,75 %   |
| білоруська | 69             | 0,11 %   |
| молдовська | 52             | 0,08 %   |
| вірменська | 51             | 0,08 %   |
| інші       | 78             | 0,12 %   |

Чисельність населення району 29 616 осіб (01.02.2016), без урахування міста Гадяч, населення якого складає 24 002 осіб (01.02.2016).

## Політика
25 травня 2014 року відбулися Президентські вибори України. У межах Гадяцького району були створені 53 виборчі дільниці. Явка на виборах складала — 68,00 % (проголосували 30 395 із 44 697 виборців). Найбільшу кількість голосів отримав Петро Порошенко — 51,99 % (15 802 виборців); Олег Ляшко — 16,22 % (4 930 виборців), Юлія Тимошенко — 15,97 % (4 854 виборців), Анатолій Гриценко — 5,65 % (1 717 виборців), Сергій Тігіпко — 2,59 % (788 виборців). Решта кандидатів набрали меншу кількість голосів. Кількість недійсних або зіпсованих бюлетенів — 0,81 %.

## ЗМІ
- «Гадяцький вісник» — гадяцька україномовна громадсько-політична газета.[6].

## Пам'ятки
- Пам'ятки монументального мистецтва Гадяцького району
- Пам'ятки історії Гадяцького району
- Церква Успіння Пресвятої Богородиці (Лютенька)
- Свято-Покровська церква (Плішивець)
- Всіхсвятська церква (Гадяч)
- Покровська церква (Сари)
- Свято-Троїцька церква (Вельбівка)
- Свято-Миколаївська церква (Веприк)

## Природоохоронні території
| № п/п | Назва об'єкта     | Категорія                     | Площа (га) | Розташування | Дата створення |
| ----- | ----------------- | ----------------------------- | ---------- | --- | -------------- |
| 1     | Пісоцько-Конькове | Заказник ландшафтний          | 204,4      | с. Соснівка | 04.09.1995     |
| 2     | Весело-Мирське    | Заказник ландшафтний          | 65,6       | с. Гречанівка | 30.01.1998     |
| 3     | Великий Ліс       | Заказник ботанічний           | 182        | Краснолуцьке лісництво, кв. 37-39 | 17.04.1992     |
| 4     | Терновий Кущ      | Заказник ботанічний           | 563,7      | Лютенківське лісництво, кв. 8-13,16,17,24,25,33,44-46 | 17.04.1992     |
| 5     | Саранчина Долина  | Заказник ботанічний           | 275,6      | Лютенківське лісництво, кв. 4-7,109,110 | 17.04.1992     |
| 6     | Жуківщина         | Заказник ботанічний           | 141        | Лютенківське лісництво, кв. 1-3 | 17.04.1992     |
| 7     | Гадяцький Бір     | Заказник ботанічний           | 403        | Вельбівське лісництво, кв. 30-37,40 | 17.04.1992     |
| 8     | Дубина            | Заказник ботанічний           | 103        | Краснолуцьке лісництво, кв. 46,47 | 17.04.1992     |
| 9     | Зозуленцеві Луки  | Заказник ботанічний           | 44,5       | с. Хитці | 30.01.1998     |
| 10    | Книшівська Гора   | Заказник ботанічний           | 159        | Краснолуцьке лісництво, кв. 67-69 | 17.04.1992     |
| 11    | Русиново-Дубина   | Заказник ботанічний           | 13,8       | с. Сергіївка, хутір Вертилецький | 04.09.1995     |
| 12    | Артополот         | Заказник гідрологічний        | 88         | с. Краснознаменка | 28.12.1982     |
| 13    | Болото Моховате   | Заказник гідрологічний        | 34,1       | с. Хитці | 30.01.1998     |
| 14    | Садиба            | Пам'ятка природи комплексна   | 15,32      | с. Тимофіївка | 04.09.1995     |
| 15    | Липа              | Пам'ятка природи ботанічна    | 0,02/1     | по дорозі м. Гадяч — с. Сари | 18.04.1964     |
| 16    | Дубова алея       | Пам'ятка природи ботанічна    | 0,5/30     | с. Максимівка, центральна вулиця | 22.07.1969     |
| 17    | Дуб черешчатий    | Пам'ятка природи ботанічна    | 0,01/1     | с. Максимівка | 22.07.1969     |
| 18    | Дуб черешчатий    | Пам'ятка природи ботанічна    | 0,02/1     | с. Римарівка | 22.07.1969     |
| 19    | Гадяцький Бір     | Пам'ятка природи ботанічна    | 5          | Вельбівське лісництво, кв. 116—117 | 16.11.1979     |
| 20    | Дуб черешчатий    | Пам'ятка природи ботанічна    | 0,05/1     | м. Гадяч (центральна районна лікарня) | 17.04.1992     |
| 21    | Дуб черешчатий    | Пам'ятка природи ботанічна    | 0,05/1     | с. Сергіївка | 17.04.1992     |
| 22    | Дуб черешчатий    | Пам'ятка природи ботанічна    | 0,07/1     | Краснолуцьке лісництво, кв. 21 | 17.04.1992     |
| 23    | Дуб черешчатий    | Пам'ятка природи ботанічна    | 0,07/1     | Краснолуцьке лісництво, кв. 26 | 17.04.1992     |
| 24    | Дуби черешчаті    | Пам'ятка природи ботанічна    | 1,0/3      | садиба Краснолуцького лісництва, кв. 18, вид.19 | 17.04.1992     |
| 25    | Урочище «Галочка» | Пам'ятка природи ботанічна    | 115        | Вельбівське лісництво, кв. 142,143,151,146, вид. 5, 4 км на пд-сх. від м. Гадяч | 13.12.1975     |
| 26    | Краснолуцький Гай | Пам'ятка природи ботанічна    | 75         | Краснолуцьке лісництво, кв. 11-13 | 22.07.1969     |
| 27    | Липа дрібнолиста  | Пам'ятка природи ботанічна    | 0,02/1     | По дорозі Рашівка-Лисівка | 22.11.1984     |
| 28    | Дуб черешчатий    | Пам'ятка природи ботанічна    | 0,02/1     | м. Гадяч, на території санепідемстанції | 22.11.1984     |
| 29    | Березовий Гайок   | Пам'ятка природи ботанічна    | 0,6        | Вельбівське лісництво, кв. 88, вид.4 | 04.09.1995     |
| 30    | Гадяцький Бір     | Заповідне урочище             | 48         | Вельбівське лісництво, кв. 98, 110 | 16.11.1979     |
| 31    | Масюкове          | Заповідне урочище             | 180        | Вельбівське лісництво, кв. 25-27 | 16.11.1979     |
| 32    | Гадяцький Бір     | Заповідне урочище             | 25         | Вельбівське лісництво, кв. 57 | 16.11.1979     |
| 33    | Гнилуша           | Заповідне урочище             | 105        | Вельбівське лісництво, кв. 144,145 | 17.14.1992     |
| 34    | Гадяцький Бір     | Заповідне урочище             | 42         | Вельбівське лісництво, кв. 123 | 17.04.1992     |
| 35    | Лагузин Яр        | Заповідне урочище             | 111        | Краснолуцьке ліництво, кв. 14 | 17.04.1992     |
| 36    | Сосновий Гай      | Заповідне урочище             | 46         | Краснолуцьке лісництво, кв. 12 | 17.04.1992     |
| 37    | Забрід            | Заповідне урочище             | 228        | Краснолуцьке лісництво, кв. 56-60 | 17.04.1992     |
| 38    | Безвіднянське     | Заповідне урочище             | 663        | Безвіднянське лісництво, кв. 1-5,13,14,24,25,17-19,30-32,37,38,54,65 | 17.04.1992     |
| 39    | Гай-Займи         | Заповідне урочище             | 114        | Вельбівське лісництво, кв. 1,2 | 17.04.1992     |
| 40    | Шпакове           | Заповідне урочище             | 350,5      | Краснолуцьке лісництво, кв. 48-55 | 17.04.1992     |
| 41    | Яри-Загатки       | Заповідне урочище             | 175        | Краснолуцьке лісництво, кв. 61-64 | 17.04.1992     |
| 42    | Терновий Кущ      | Заповідне урочище             | 303,2      | Лютенське лісництво, кв. 56-58,69-71,79,80 | 17.04.1992     |
| 43    | Глотовщина        | Заповідне урочище             | 108        | Лютенське лісництво, кв. 107,108, біля с. Лисівки | 17.04.1992     |
| 44    | Перевалкове       | Заповідне урочище             | 112        | Краснолуцьке лісництво, кв. 65,66 | 17.04.1992     |
| 45    | Діброво-Кобрієве  | Заповідне урочище             | 114,5      | Краснолуцьке лісництво, кв. 1-3 | 17.04.1992     |
| 46    | Рашівський        | Заказник ландшафтний          | 460,9      | с. Рашівка | 23.03.2005     |
| 47    | Гадяцький         | Регіональний ландшафтний парк | 12803,3    | Бобрицька (366,0 га), Вельбівська (926,0 га), Гречанівська (110,0 га), Книшівська (814,4 га), Краснолуцька (401,0 га), Лисівська (680,0 га), Лютенська (692 га), Плішивецька (379 га), Рашівська (863,2 га), Римарівська (272,0 га), Сарівська (1506,0 га), Сватківська (101,8 га), Соснівська (450,0 га) сільськи ради та гадяцька (120,0 га) міська рада, а також у межах визначених та погоджених кварталів ДП « гадяцьке лісове господарство» (3766,0 га) та Полтавське ДЛГП «Полтаваоблагроліс» (1355,9 га) | 07.12.2012     |

## Відомі люди

### Народилися
- Дяченко Віктор Гаврилович — (14 квітня 1892, с. Березова Лука — 26 квітня 1971, штат Вісконсин, США— підполковник Армії УНР, курінний 1-го кінного полку Чорних запорожців, член Союзу гетьманців-державників (на еміграції), Військовий отаман Українського вільного козацтва (1967—1971).
- Дяченко Петро Гаврилович — (30 січня 1895, с. Березова Лука — 23 квітня 1965, м. Філадельфія, США) — , полковник Армії УНР (з 23.6.1920), генерал-хорунжий (з 15.10.1929; наказ Війську УНР, ч. 6, 1 лютого 1961), генерал-хорунжий армії УНР (після 1.2.1961), командир полку Чорних Запорожців, 2-ї дивізії УНА, протипанцерної бригади «Вільна Україна».
- Ревегук Віктор Якович (с. Малі Будища, Гадяцький район) — кандидат історичних наук, доцент, науковець, педагог.
- Савченко Микола Лаврінович («Петро Миколенко», «Байда») — (20 лютого 1921, с. Березова Лука — 1 січня 1979}, Детройт, США)— хорунжий УПА, командир сотні «Східняки», заст.командира ТВ-26 «Лемко», командир Перемиського куреня. Заступник керівника Місії УПА за кордоном. Член Закордонного представництва УГВР (1948—1950). Співорганізатор і голова Об'єднання колишніх вояків УПА в США. Засновник торонтського Видавничого комітету «Літопис УПА».